# Jo Backaert
Jo Backaert (5 d'agost de 1921) és un exfutbolista belga.

## Selecció de Bèlgica
Va formar part de l'equip belga a la Copa del Món de 1954 però no disputà cap partit.